# ثيودور جيجير
ثيودور جيجير (بالألمانية: Theodor Geiger)‏ هو عالم اجتماع ألماني ودنماركي، ولد في 9 نوفمبر 1891 في ميونخ في ألمانيا، وتوفي في 16 يونيو 1952 في كندا.

## وصلات خارجية
- ثيودور جيجير على موقع الموسوعة البريطانية (الإنجليزية)